# Антипатр II
Антипатр II (дав.-гр. Ἀντίπατρος Βʹ; д/н —287 до н. е.) — цар Македонії у 296—294 роках до н. е.

## Життєпис
Походив з династії Антипатридів. Середній син Кассандра, царя Македонії, та Фессалоніки (доньки царя Філіппа II). Про його молоді роки нічого невідомо.
На початку 296 року до н. е. після смерті старшого брата Філіппа IV розділив разом з іншим братом — Антипатром II — Македонію по річці Аксіос, отримавши західну частину. Втім невдовзі між братами почалося суперництво. Підозрюючи матір у змові зі своїм братом, Антипатр II наказав вбити Фессалоніку. Це призвело до відкритого протистояння з Александром V. Той запросив на допомогу Пірра, царя Епіру, який завдав поразки Антипатру II. Останній втік до Лісімаха, на доньці якого одружився.
Після загибелі брата того ж року розраховував на підтримку тестя. Втім Лісімах сам забажав володарювати. Зрештою за наказом Лісімаха колишнього македонського царя було вбито.